# Quartiers de Rennes
À Rennes, dans le département français d'Ille-et-Vilaine en région Bretagne, la notion de quartier peut prendre différents sens comme c'est le cas dans de nombreuses villes. Un quartier, dans le langage courant, est une partie d'une ville définie suivant des critères géographiques, sociaux, fonctionnels, etc. Le recensement et la définition de la limite de ces quartiers peut donc être complexe car propre à chacun. Un quartier peut également prendre la forme d'un découpage administratif clair auquel est associé un conseil de quartier.

## Découpage administratif

### Historique
La ville de Rennes a connu son premier découpage administratif en quartiers en 1983. Douze quartiers sont alors créés auxquels sont associés un élu de quartier et un fonctionnaire de quartier, ces quartiers étant des regroupements de quartiers historiques ou "sous-quartiers".
Entre 1997 et 2002, des conseils de quartiers sont mis en place sur l'ensemble du territoire rennais.
En 2003, les douze quartiers ont été regroupés en six unités administratives ce qui entraîne la mise en place de directions de quartiers.
La ville de Rennes est également découpée en cantons, au sein de l'arrondissement de Rennes. Ce découpage départemental en cantons ne doit pas être confondu avec le découpage communal en quartiers. En effet, les limites géographiques de ces deux entités sont différentes et les élus représentant les cantons sont des conseillers départementaux et certains cantons couvrent aussi des communes limitrophes de l'agglomération (et lors des élections départementales de 2015, ces cantons se sont agrandis pour couvrir des communes supplémentaires et ils ne sont non plus liés au découpage par arrondissement mais par département).

### Quartiers administratifs
Le découpage administratif des quartiers et "sous-quartiers" a été obtenu à partir des données SIG de la ville de Rennes et de Rennes Métropole. À ces quartiers sont parfois associés des secteurs rennais ; ils n'ont pas de dénomination ou de reconnaissance officielles administrativement mais sont couramment utilisés pour identifier un secteur de la ville de Rennes. Les douze quartiers administratifs sont également regroupés par paire en six unités administratives, organisées chacune par une « direction des quartiers », au sein de la municipalité.

### Démocratie locale et participation citoyenne
Dans chaque quartier administratif est également associé au moins un « conseil de quartier » formé par des représentants de ses habitants régulièrement renouvelés (pour moitié désignés par tirage au sort des adresses, l'autre moitié étant formée de résidents volontaires) ; chaque conseil de quartier coopère avec les élus municipaux via une des six directions des quartiers. Un seul quartier administratif (celui de Villejean - Beauregard, très peuplé et de population plus jeune que le reste de la ville) comprend deux conseils de quartier distincts (un pour le sous-quartier de Villejean et un pour les deux autres sous-quartiers de Beauregard et de la Lande du Breil).
Des délégués de chaque conseil de quartier se réunissent trois fois par an en Assemblée des Conseils de Quartier afin de faire remonter les pratiques et faire évoluer les conseils de quartier. Cette assemblée choisit deux portes paroles pour faire remonter les revendications pour les conseils de quartier. Ils tentent de veiller à la sincérité des démarches de démocratie locale et participative. Ils se basent sur la charte de la démocratie locale et participative.
| Unité administrative | Quartier administratif                              | Situation                 | Sous-quartiers        | Secteurs associés |
| -------------------- | --------------------------------------------------- | ------------------------- | --------------------- | ----------------- |
| Quartiers Centre     | 01. Centre                                          |                           | Centre-ville          |                   |
| Quartiers Centre     | 01. Centre                                          | Colombier - Champ-de-Mars |                       |                   |
| Quartiers Centre     | 01. Centre                                          | Dinan - Saint-Malo        |                       |                   |
| Quartiers Centre     | 02. Thabor - Saint-Hélier - Alphonse Guérin         |                           | Alphonse Guérin       |                   |
| Quartiers Centre     | 02. Thabor - Saint-Hélier - Alphonse Guérin         | Fougères - Sévigné        |                       |                   |
| Quartiers Centre     | 02. Thabor - Saint-Hélier - Alphonse Guérin         | Saint-Hélier              |                       |                   |
| Quartiers Centre     | 02. Thabor - Saint-Hélier - Alphonse Guérin         | Thabor - Paris            |                       |                   |
| Quartiers Ouest      | 03. Bourg-l'Évesque - la Touche - Moulin du Comte   |                           | Champeaux             |                   |
| Quartiers Ouest      | 03. Bourg-l'Évesque - la Touche - Moulin du Comte   | Bourg-l'Évesque           |                       |                   |
| Quartiers Ouest      | 03. Bourg-l'Évesque - la Touche - Moulin du Comte   | Moulin du Comte           |                       |                   |
| Quartiers Ouest      | 03. Bourg-l'Évesque - la Touche - Moulin du Comte   | La Touche                 |                       |                   |
| Quartiers Ouest      | 03. Bourg-l'Évesque - la Touche - Moulin du Comte   | ZA Ouest                  |                       |                   |
| Quartiers Ouest      | 09. Cleunay - Arsenal-Redon                         |                           | Arsenal-Redon         | La Mabilais       |
| Quartiers Ouest      | 09. Cleunay - Arsenal-Redon                         | Cleunay                   | La Courrouze          |                   |
| Quartiers Ouest      | 09. Cleunay - Arsenal-Redon                         | La Prévalaye              | Sainte-Foix           |                   |
| Quartiers Sud-Ouest  | 08. Sud-Gare                                        |                           | La Binquenais         |                   |
| Quartiers Sud-Ouest  | 08. Sud-Gare                                        | La Madeleine              |                       |                   |
| Quartiers Sud-Ouest  | 08. Sud-Gare                                        | Sainte-Thérèse - Quineleu |                       |                   |
| Quartiers Sud-Ouest  | 08. Sud-Gare                                        | Villeneuve                | Sacrés-Cœurs          |                   |
| Quartiers Sud-Ouest  | 12. Bréquigny                                       |                           | Bréquigny             |                   |
| Quartiers Sud-Ouest  | 12. Bréquigny                                       | Les Chalais               |                       |                   |
| Quartiers Sud-Ouest  | 12. Bréquigny                                       | Champs Manceaux           |                       |                   |
| Quartiers Sud-Est    | 07. La Pommeraie                                    |                           | Place de Saint-Hélier |                   |
| Quartiers Sud-Est    | 07. La Pommeraie                                    | Cimetière de l'Est        |                       |                   |
| Quartiers Sud-Est    | 07. La Pommeraie                                    | Francisco Ferrer          |                       |                   |
| Quartiers Sud-Est    | 07. La Pommeraie                                    | Landry                    |                       |                   |
| Quartiers Sud-Est    | 07. La Pommeraie                                    | La Poterie                |                       |                   |
| Quartiers Sud-Est    | 07. La Pommeraie                                    | ZA Sud-Est                |                       |                   |
| Quartiers Sud-Est    | 11. Le Blosne                                       |                           | Italie                |                   |
| Quartiers Sud-Est    | 11. Le Blosne                                       | Le Landrel                |                       |                   |
| Quartiers Sud-Est    | 11. Le Blosne                                       | Sainte-Élisabeth          |                       |                   |
| Quartiers Sud-Est    | 11. Le Blosne                                       | Torigné                   |                       |                   |
| Quartiers Nord-Est   | 05. Maurepas - Patton                               |                           | Bellangerais          |                   |
| Quartiers Nord-Est   | 05. Maurepas - Patton                               | Gayeulles                 |                       |                   |
| Quartiers Nord-Est   | 05. Maurepas - Patton                               | Maurepas                  |                       |                   |
| Quartiers Nord-Est   | 05. Maurepas - Patton                               | Motte-Brûlon              |                       |                   |
| Quartiers Nord-Est   | 05. Maurepas - Patton                               | Saint-Laurent             |                       |                   |
| Quartiers Nord-Est   | 06. Jeanne d'Arc - Longs-Champs - Atalante Beaulieu |                           | Beaulieu              |                   |
| Quartiers Nord-Est   | 06. Jeanne d'Arc - Longs-Champs - Atalante Beaulieu | Jeanne d’Arc              |                       |                   |
| Quartiers Nord-Est   | 06. Jeanne d'Arc - Longs-Champs - Atalante Beaulieu | Longs-Champs              |                       |                   |
| Quartiers Nord-Est   | 06. Jeanne d'Arc - Longs-Champs - Atalante Beaulieu | Plaine de Baud            | Baud-Chardonnet       |                   |
| Quartiers Nord-Ouest | 04. Nord - Saint-Martin                             |                           | Saint-Martin          |                   |
| Quartiers Nord-Ouest | 04. Nord - Saint-Martin                             | ZA Nord                   |                       |                   |
| Quartiers Nord-Ouest | 10. Villejean - Beauregard                          |                           | Beauregard            |                   |
| Quartiers Nord-Ouest | 10. Villejean - Beauregard                          | Lande du Breil            |                       |                   |
| Quartiers Nord-Ouest | 10. Villejean - Beauregard                          | Villejean                 |                       |                   |